# Енджеёвский, Болеслав

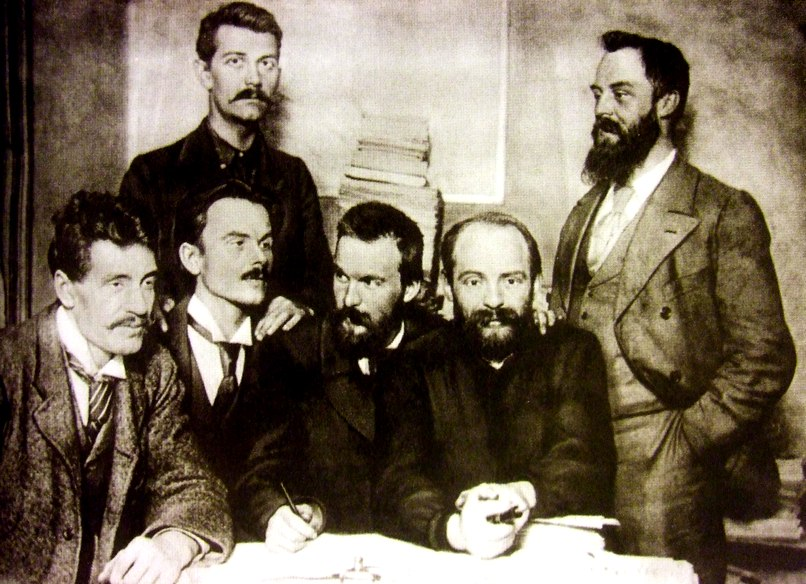
Члены Польской социалистической партии в Лондоне в 1896 году; слева направо сидят: И. Мосьцицкий, Б. А. Енджеевский, Ю. Пилсудский (в центре), А. Дембский; стоят: Б. Миклашевский, В. Йодко-Наркевич

Болеслав Антоний Енджеёвский (пол. Bolesław Jędrzejowski; 6 мая 1867, Глиноецк, Плоцкая губерния, Царство Польское, Российская империя — 10 марта 1914, Нерви (ныне Генуя, Италия)) — польский политический деятель, социалист, революционер, редактор, соратник Юзефа Пилсудского.

## Биография
В 1892 году был в числе учредителей Польской социалистической партии (PPS, ППС) и Заграничного союза польских социалистов. Был секретарём Конспиративной комиссии и членом Верховного Совета ППС.
В конце ноября 1892 года — участник съезда польских социалистов о разделе России в Париже от партии Пролетариат. 
17 ноября 1892 года на квартире Болеслава Енджеёвского в районе Монруж, тогда находившемся на окраине Парижа, состоялось учредительное собрание организации, которая позже была названа Польской социалистической партии (ППС).
Делегат от ППС на Конгрессе Второго Интернационала в Лондоне (1896).
В декабре 1897 года Пилсудский, приняв участие в очередном съезде ЗСПС в Швейцарии, сумел настоять на сохранении в его центральных руководящих органах своих друзей Дембского, Йодко-Наркевича и Енджеевского. Более того, он обеспечил приятелям руководство Конспиративной комиссией, задачей которой была непосредственная связь по конспиративным и негласным вопросам с ЦРК ППС, а также добился вывода этой комиссии из-под контроля секретариата ЗСПС. В январе 1898 года Пилсудский вменил во временные обязанности секретаря Конспиративной комиссии Енджеевского все вопросы переброски нелегальной литературы в Россию, переписку, заботу об архиве ППС, ведение специальной учетной книги для финансовых операций партии с заграницей. Он также назначил Енджеевского редактором издания «Святла», предложив преобразовать его в журнал, полностью независимый от руководства ЗСПС.
В 1900—1904 годах представлял ППС в Международном социалистическом бюро.
Автор ряда политических трудов, брошюр и статей. Партийный псевдоним — Болеслав. Подписывался — BAJ, Baj, J. Kaniowski и др.

## Избранные публикации

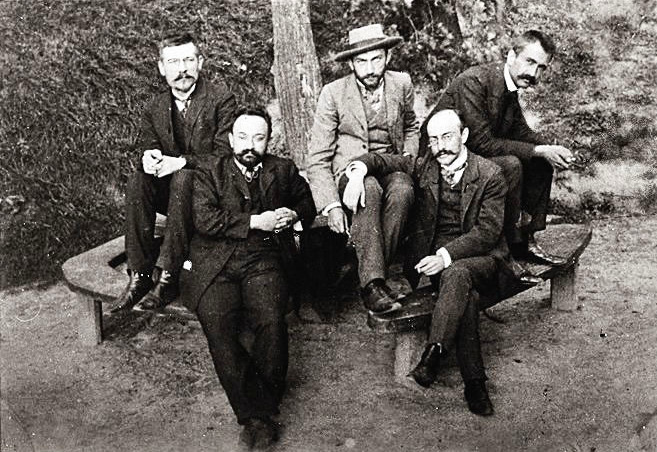
Активисты Польской социалистической партии. Слева направо: Болеслав Чарковский, Александр Сулкевич, Болеслав Енджеёвский, Юзеф Квятек, Валерий Славек. около 1905 г.

- Walka o swobodę prasy w Anglii (1900)[5]
- Powszechne głosowanie: bezpośrenie prawodawstwo ludowe (1905)
- Bohaterowie «Proletaryatu» (1906)
- August Blanqui (1906)
- Ruch Czartystów w Anglji (1907)